# Mihály Huszka
Mihály Huszka (Csongrád, Reino de Hungría; 2 de junio de 1933 – 9 de diciembre de 2022) fue un competidor de halterofilia húngaro que participó en dos Juegos Olímpicos y tres copas mundiales.

## Carrera

### Juegos Olímpicos
En Roma 1960 compitío en la categoría de 67.5 kg donde finalizó en sexto lugar. En Tokio 1964 participó en la categoría de 75 kg, pero repitío el resultado y termina en sexto lugar.

### Campeonato Mundial
En el campeonato de 1962 celebrado en Budapest participa en la categoría de 75 kg donde obtiene la medalla de plata solo superado por Aleksandr Kurynow de la Unión Soviética.
En la edición de 1963 celebrada en Estocolmo vuelve a ser subcampeón mundial en los 75 kg volviendo a ser superado por Aleksandr Kurynow. En 1964 termina en sexto lugar en el campeonato celebrado en Tokio.

### Campeonato Europeo
Logra ganar dos medallas de plata en la categoría de 75 kg en las ediciones de 1962 y 1963, siendo vencido en ambas ocasiones por Aleksandr Kurynow.